# Бёйтевех, Виллем
Виллем Питерсон Бёйтевех, или Бёйтевек (нидерл. Willem Pieterszoon Buytewech; 1591 или 1592, Роттердам — 23 сентября 1624, Роттердам) — голландский живописец, рисовальщик и гравёр. Один из создателей картины бытового жанра в нидерландском искусстве. Работал в Роттердаме и Харлеме. За весёлые сюжеты и гротескные образы своих картин получил прозвание «Остроумный Виллем» (нидерл. Geestige Willem).

## Жизнь и творчество
Виллем Бёйтевех был сыном сапожника и свечного мастера Питера Якобзона. Учился рисованию в Харлеме. В 1612 году зарегистрирован в Гильдии Святого Луки. Незадолго до этого, в 1610 году, членом гильдии стал и Франс Халс, который оказал своим творчеством значительное влияние на искусство Виллема Бёйтевеха. Об этом наглядно свидетельствует большое количество копий картин Халса сделанные Бёйтевехом. В ноябре 1613 года художник женился на Элтье ван Амеронген, после чего в 1617 возвратился с семьёй в родной Роттердам. Однако живописец сохранил тесные связи с художественным миром Харлема.
Излюбленными темами Бёйтевеха были бытовые сценки и пейзажи, а также библейские и аллегорические сюжеты. Его самые известные и датированные работы были созданы между 1606 и 1621 годами. Сохранилось только шесть картин, все относятся к бытовому жанру. Особенно известна его «Весёлая компания на садовой террасе» (1616/1617), карина хранится в Музее Бредиуса в Гааге.
Сын художника Виллем Виллемзон Бёйтевех (1625—1670), родившийся уже после смерти мастера, также стал живописцем.

## Галерея

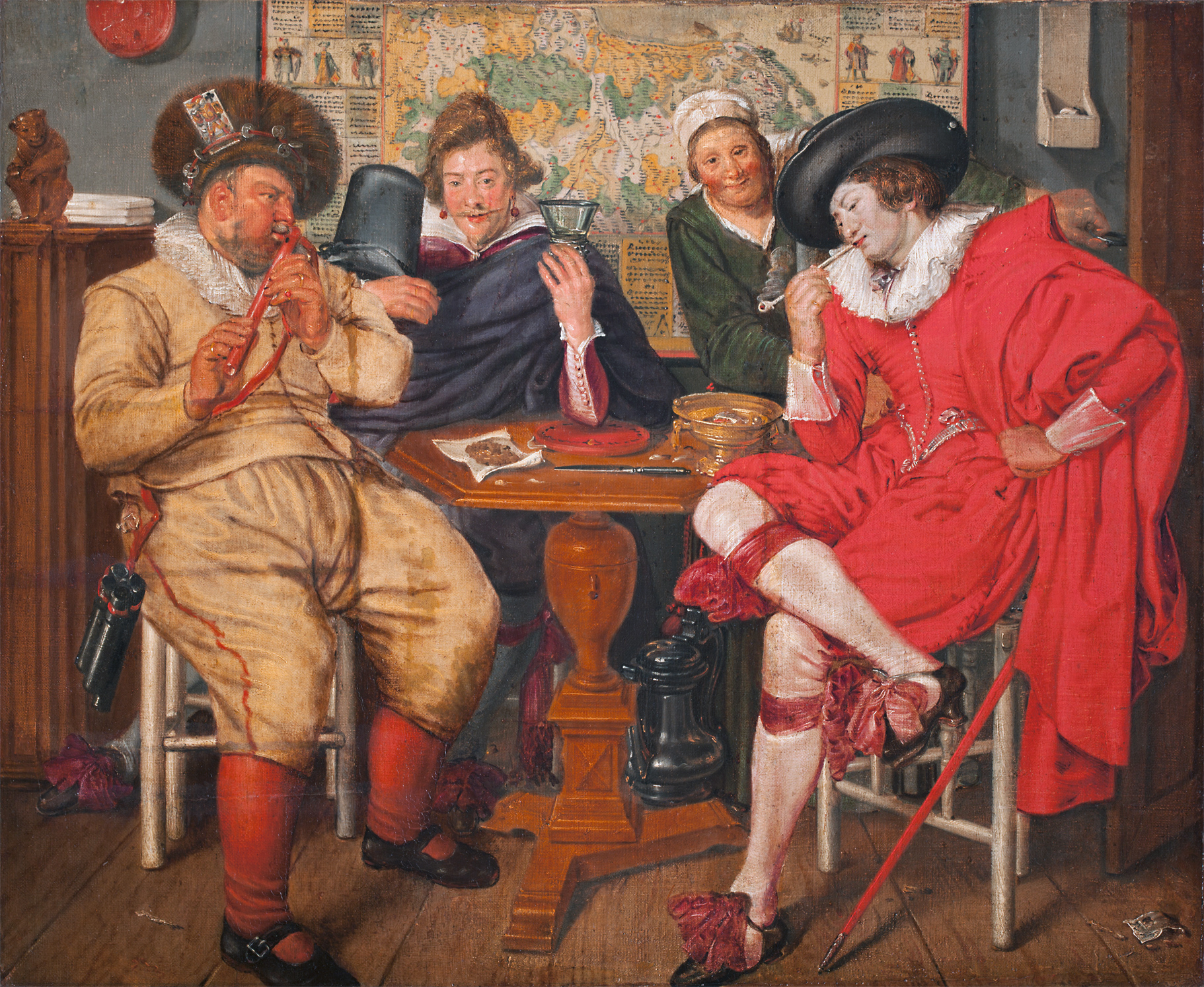
Весёлое общество. Ок. 1615. Холст на дереве, масло. Музей Бредиуса, Гаага
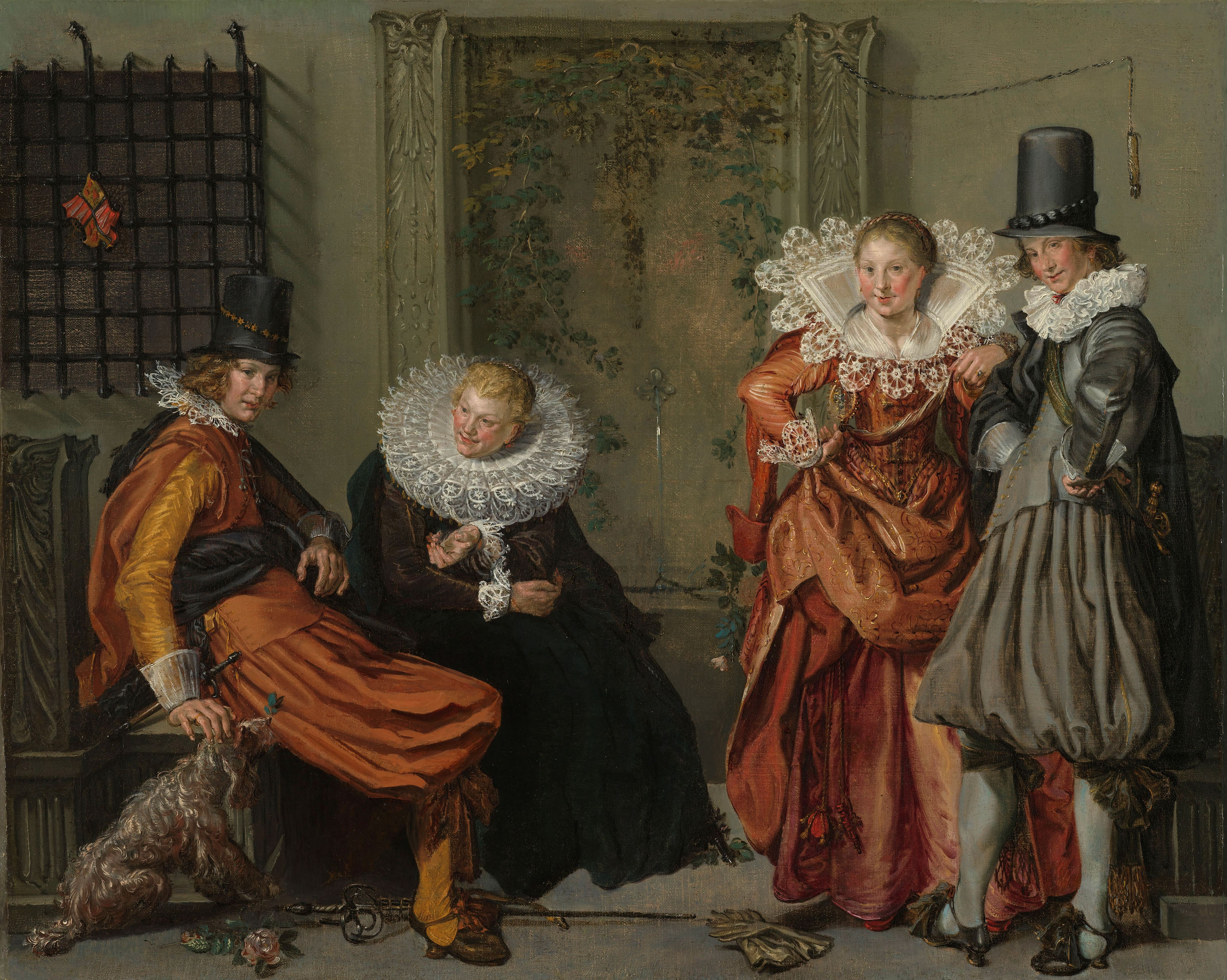
Ухаживающие элегантные пары. Между 1616 и 1620. Холст, масло. Рейксмюсеум, Амстердам
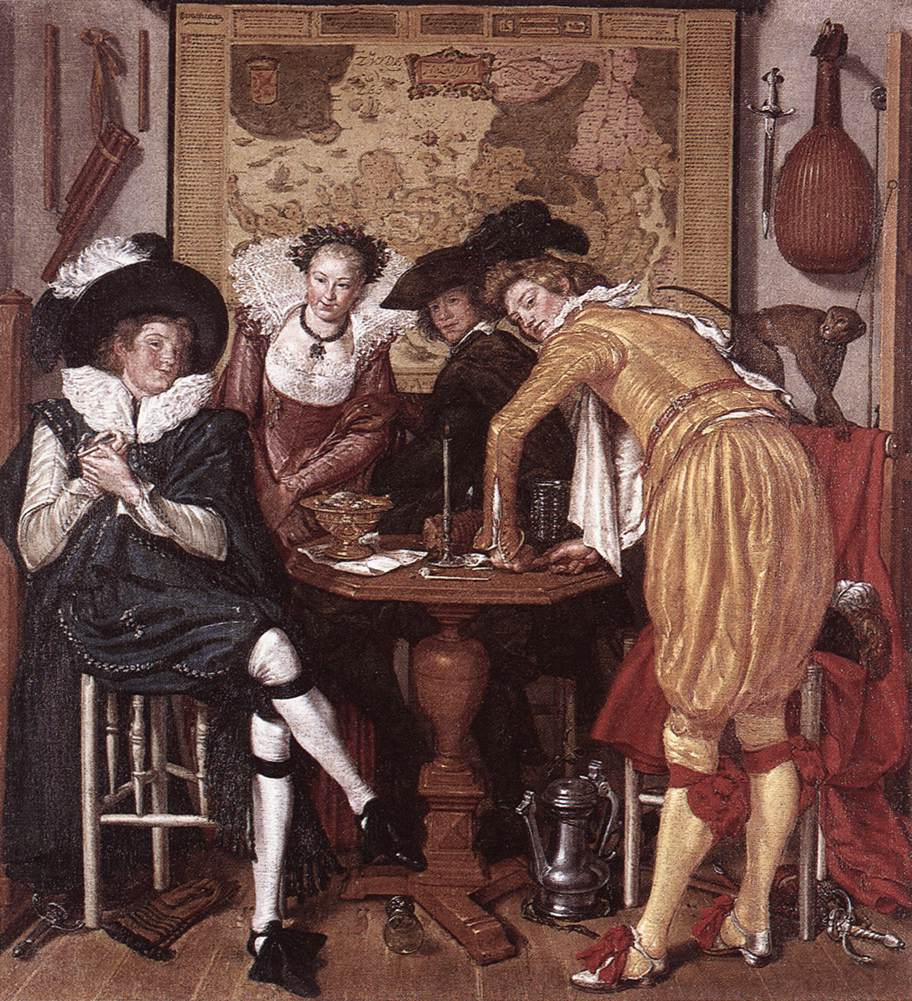
Весёлая компания. Между 1620 и 1622. Холст, масло. Музей изобразительных искусств, Зугло, Венгрия
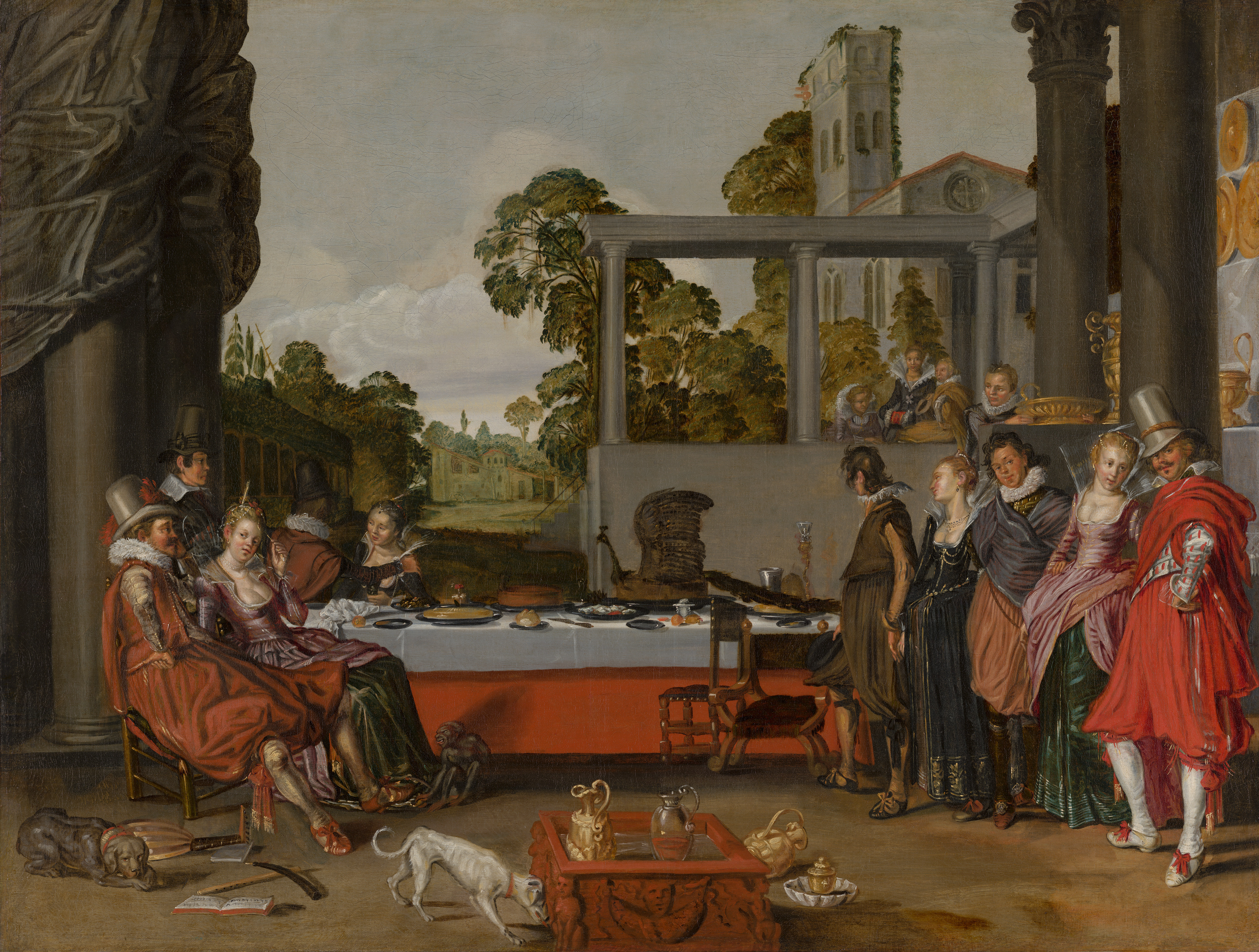
Обед на свежем воздухе. Между 1616 и 1617. Холст, масло. Маурицхёйс, Гаага
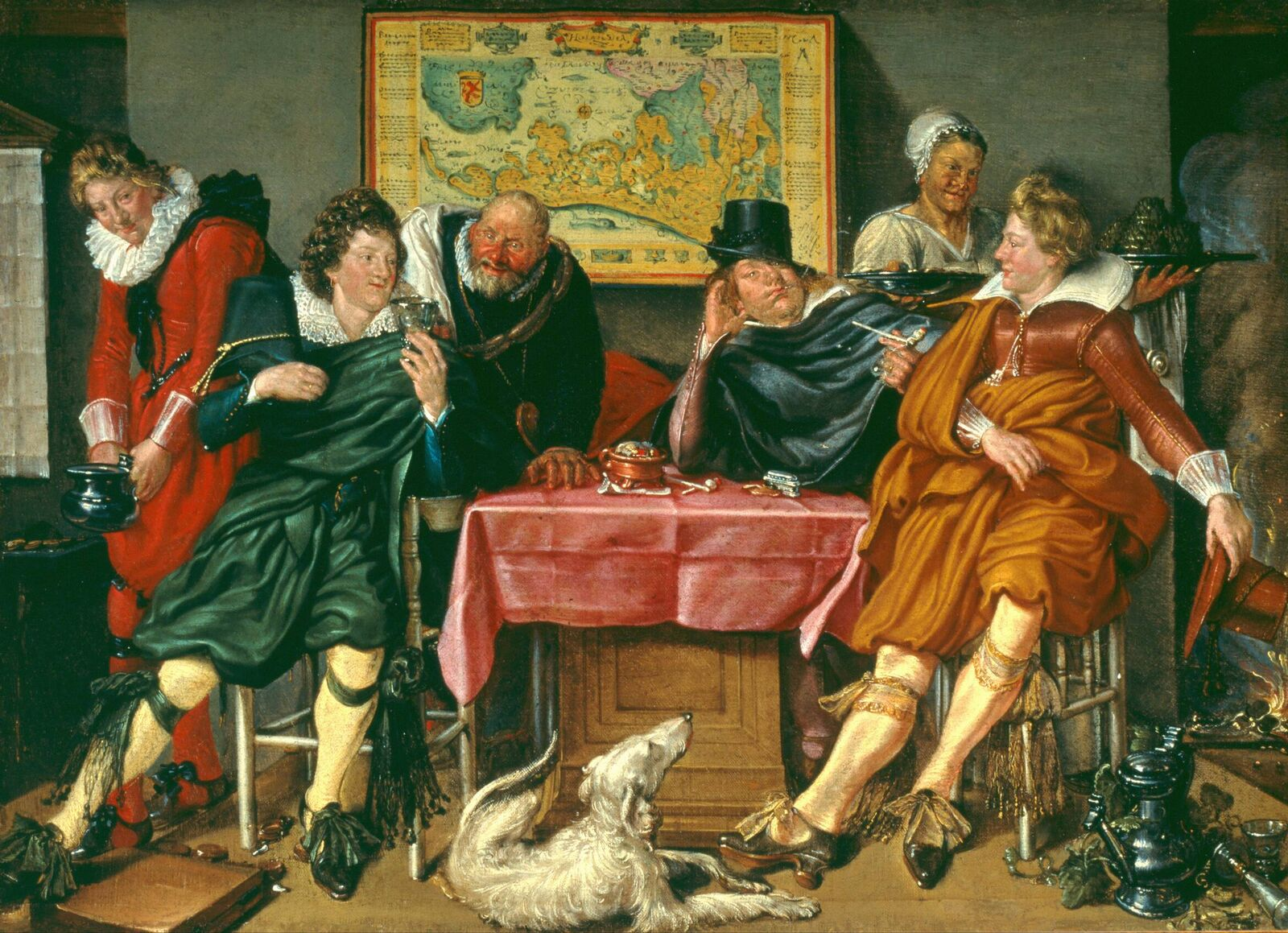
Весёлая компания. Ок. 1620. Холст, масло. Музей Бойманса-ван Бёнингена, Роттердам
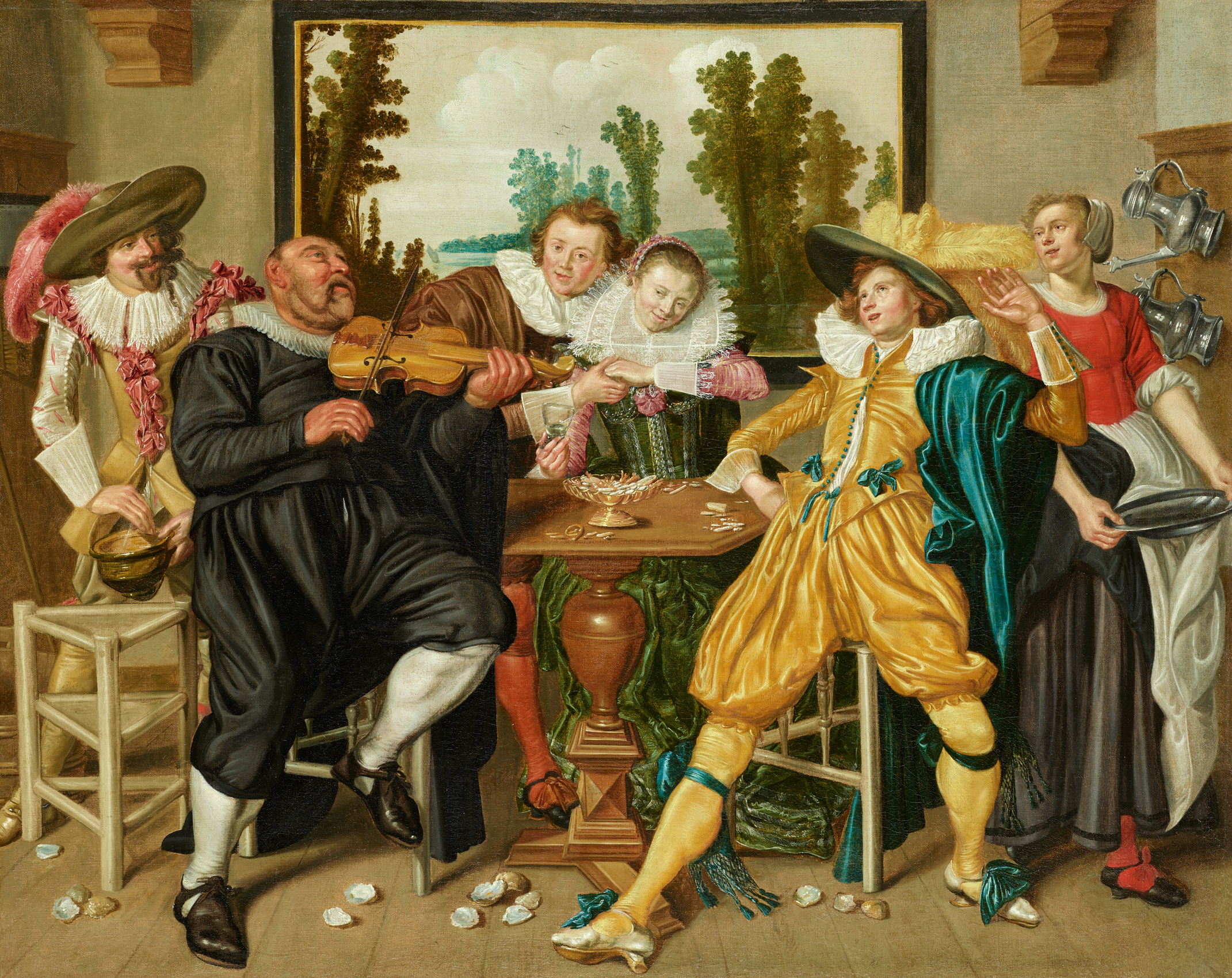
Весёлая компания. Между 1622 и 1624. Холст, масло. Берлинская картинная галерея